# أكمية طحينية
أكمية طحينية (الاسم العلمي:Aechmea farinosa) هي نوع من النباتات تتبع جنس الأكمية من الفصيلة البروميلية.